# Otter Creek (Floryda)
Otter Creek – miasto w Stanach Zjednoczonych, w stanie Floryda, w hrabstwie Levy.